# John Barbata
John Barbata (Passaic, Nueva Jersey, 1 de abril de 1945-8 de mayo de 2024) fue un baterista estadounidense, activo sobre todo en bandas de pop y rock en las décadas de 1960 y 1970, tanto como miembro de una banda como baterista de sesión. Barbata ha sido batería de The Turtles, Crosby, Stills, Nash & Young, Jefferson Airplane (solo para su último álbum y gira) y Jefferson Starship (de 1974 a 1978). Barbata afirma haber tocado en más de sesenta álbumes de forma no acreditada.

## Primeros años
Barbata nació en Pascua, el 1 de abril de 1945, en Passaic, Nueva Jersey, hijo de Martina y Charles Barbata. Se crio en Saranac Lake (Nueva York) hasta los siete años y más tarde en Nutley (Nueva Jersey). Su madre era una emigrante austriaca que trabajaba como encargada de registros en un hospital y su padre era bombero y mecánico. Era el menor de tres hijos, precedido por su hermano mayor Chuck y su hermana Lauren. Su primera fama le llegó de pequeño, cuando su madre encontró a un hombre varado en un barco que se había quedado sin gasolina. El hombre era Albert Einstein, que sostuvo al niño mientras la madre de Barbata los llevaba a la orilla.
El interés de Barbata por la percusión comenzó cuando vio a su hermano mayor tocar la batería en la banda de música. Tras manifestar su interés por la batería, el hermano de Barbata le llevó a casa de un amigo, donde Barbata tocó en su primer set de trampas. La primera canción que aprendió a tocar fue "Put Another Nickel In" de Teresa Brewer.

## The Sentinals (1961-1965)
A la edad de 16 años, la familia de Barbata se trasladó durante una breve temporada a Rialto, California, donde Barbata formó su primera banda llamada los Velvatones. Poco después, la familia se trasladó a San Luis Obispo, California, donde Barbata fue al instituto y siguió los pasos de su hermano mayor y se unió a la banda de música. Los ritmos rudimentarios que Barbata aprendió en la banda de tambores influyeron mucho en su técnica. Pronto ayudó a formar una banda llamada Ambassadors y compró su primera batería. Después de tocar todos los fines de semana durante seis meses, Barbata fue contactado por un grupo de surf rock instrumental llamado The Sentinals para tocar la batería. Los Sentinals hicieron giras por todo el país con grupos como The Righteous Brothers y publicaron el álbum Big Surf! que produjo un éxito de surf en la costa oeste llamado "Latin'ia".
Tras cinco años con los Sentinals, la banda se disolvió y Barbata, junto con su compañero de banda Lee Michaels, se dirigió a Hollywood. Poco después, Barbata se unió a Joel Scott Hill, de Canned Heat, después de que su batería lo dejara y se fuera a tocar con los Mamas and Papas. Joel, Barbata y Chris Ethridge publicaron más tarde el álbum L.A. Getaway en 1971.

## The Turtles (1966-1969)[5]
En la primavera de 1966, The Turtles buscaban un nuevo batería y Gene Clark, de los Byrds, les recomendó a Barbata. Después de una audición con Howard Kaylan, Mark Volman y Al Nichol, Barbata consiguió el trabajo. La primera canción que Barbata grabó con los Turtles fue "Happy Together" y el 25 de marzo de 1967, "Happy Together" llegó al número 1 de las listas de éxitos y se mantuvo allí durante tres semanas. Una de sus señas de identidad era incorporar el giro de palos en sus actuaciones, una técnica que también utilizaban Dino Danelli de The Rascals y Carmine Appice de Vainilla Fudge.
The Turtles fueron invitados a tocar en el Ed Sullivan Show (14 de mayo de 1967), The Smothers Brothers Comedy Hour, Hollywood Palace, American Bandstand, Where the Action Is y The Johnny Carson Show. El grupo tuvo muchos otros éxitos con Barbata, como "She'd Rather Be with Me", "You Showed Me", "She's My Girl" y "Elenore". Barbata también apareció en el programa The Dating Game.

## Crosby, Stills, Nash & Young (1970-1972)
En 1970, Barbata fue invitado a unirse a CSNY después de que Neil Young despidiera a su anterior baterista, Dallas Taylor. Poco después grabaron el álbum en directo 4 Way Street, que alcanzó el número 1 en el Billboard 200. En el álbum se incluyó la canción de protesta "Ohio", sobre el tiroteo de Kent State. Barbata continuó tocando en ocho álbumes con CSNY y los miembros individuales del cuarteto, incluyendo Songs for Beginners de Graham Nash y Wild Tales, Graham Nash David Crosby de Graham Nash y David Crosby, el álbum Stephen Stills de Stephen Stills, y sustituyendo a Kenneth Buttrey con The Stray Gators en el álbum en vivo de Neil Young Time Fades Away.
Mientras Barbata tocaba la batería con CSNY, David Geffen intentó convencerle para que se uniera a The Eagles. Barbata declinó la oferta porque ya estaba en uno de los mayores grupos musicales de la época.

## Jefferson Airplane y Jefferson Starship (1972-1978)
En 1972, mientras CSNY se tomaba un descanso prolongado, David Crosby presentó a Barbata a la banda Jefferson Airplane, que buscaba un nuevo batería después de que su anterior baterista, Joey Covington, renunciara para hacer un álbum en solitario. Poco después, Barbata se unió a Jefferson Airplane y pasó a grabar el álbum Long John Silver (1972) y el álbum en directo Thirty Seconds Over Winterland (1973).
Cuando los miembros Jorma Kaukonen (guitarrista) y Jack Casady (bajista) abandonaron el grupo para dedicarse a su banda Hot Tuna, la banda se reformó en Jefferson Starship, añadiendo nuevos miembros Craig Chaquico y David Freiberg. Su primer álbum juntos fue Dragon Fly (1974). Más tarde, Barbata pasó a tocar en Red Octopus (1975), que fue el álbum más vendido de Starship, con el exitoso sencillo "Miracles". En 1976, publicaron el álbum Spitfire y en 1978 lanzaron Earth. Jefferson Starship apareció en la portada de Rolling Stone en 1978. También actuaron como la banda sin nombre en la película Star Wars Holiday Special (1978).
En octubre de 1978, Barbata sufrió un aparatoso accidente de coche en el norte de California en el que se rompió el cuello, el brazo y la mandíbula en 32 pedazos. Barbata tardó más de un año en curarse del accidente, lo que le obligó a renunciar a Jefferson Starship.